# Miconia larensis
Miconia larensis är en tvåhjärtbladig växtart som beskrevs av Henry Allan Gleason. Miconia larensis ingår i släktet Miconia och familjen Melastomataceae. Inga underarter finns listade i Catalogue of Life.